# Buathra dorsicarinata
Buathra dorsicarinata är en stekelart som först beskrevs av H. Douglas Pratt 1945.  Buathra dorsicarinata ingår i släktet Buathra och familjen brokparasitsteklar. Inga underarter finns listade.